# Ollanta Humala
Ollanta Moisés Humala Tasso GColIH (Lima, 27 de junho de 1962) é um militar e político peruano, foi presidente do Peru de 2011 até 2016. Humala é o líder do Partido Nacionalista Peruano. De tendência esquerdista e nacionalista, Humala conquistou a presidência do Peru em 5 de junho de 2011, derrotando Keiko Fujimori, filha de Alberto Fujimori.

## Biografia
Líder da esquerda nacionalista, Ollanta Humala é o segundo de sete irmãos, filho de Elena Tasso e Isaac Humala Núñez. O pai, um ex-líder socialista e fundador do chamado etnocacerismo, colocou em seus filhos nomes Incas como Pachacutec, Ima Sumac, Cusicollur ou Antauro. De acordo com o pai de Humala, Ollanta significa "guerreiro que tudo olha".
Começou sua carreira militar em 1980, quando entrou, ao lado do seu irmão Antauro, na Academia Militar. Um ano mais tarde cursou a Escola das Américas, nos Estados Unidos.
No início da década de 1990, Humala, como capitão, foi enviado para uma região do país com forte presença do movimento guerrilheiro Sendero Luminoso.
Na zona de Madre Mía, em 1992, houve confrontos entre colonos e soldados e anos mais tarde, foi relatado que Ollanta teria estado envolvido em violações dos direitos humanos. No entanto, nada foi comprovado.
Após a queda de Alberto Fujimori em novembro de 2001, Ollanta foi anistiado pelo Congresso e estudou ciência política na Universidade Católica. Com Alejandro Toledo como presidente, foi adido militar na embaixada do Peru para a França. Em Paris, fez cursos de pós-graduação na Sorbonne, até 2004, quando se aposentou. 

## Eleições de 2006
Em outubro de 2005 ele fundou o Partido Nacionalista Peruano, e anunciou sua candidatura para a eleição geral de 2006. Com um discurso de esquerda foi derrotado por Alan Garcia nas urnas.
Neste pleito, Humala recebera apoio público de Hugo Chávez e de Evo Morales, durante uma visita deste último a Caracas em 3 de janeiro de 2006. Esse fato gerou repúdio do governo e de líderes políticos peruanos, que consideraram o apoio um caso de intromissão externa na política local.

## Presidente do Peru
Nas eleições gerais no Peru em 2011, com um discurso mais moderado, tendo Luiz Inácio Lula da Silva como um modelo, voltou a se candidatar à presidência do Peru.
Foi o mais votado no primeiro turno e venceu o pleito no segundo turno por estreita margem. Como no sistema político peruano são necessários dois vice-presidentes, foram eleitos Marisol Espinoza como primeira vice-presidente e Omar Chehade como segundo vice-presidente. Todos os eleitos foram empossados em 28 de julho de 2011, sem a presença do ex-presidente Alan Garcia e com a visita de sete presidentes de outras nações, entre eles, Dilma Rousseff, presidente do Brasil.
A 19 de Novembro de 2012 foi agraciado com o Grande-Colar da Ordem do Infante D. Henrique de Portugal. Em 13 de Julho de 2017, Ollanta e sua esposa Nadine foram condenados e presos, decisão feita pelo juiz Richard Concepción, em 1 ano e 6 meses por suspeita de corrupção e lavagem de dinheiro em suas campanhas presidenciais de 2006 e 2011. 
Termina o mandato desacreditado, com menos de 20% de opiniões favoráveis e minoria no Congresso. Testemunho disso é a decomposição de seu partido, o Partido Nacionalista Peruano, que não teve nem mesmo condições de apresentar um candidato à eleição presidencial.

### Condenação
Em 15 de abril de 2025, foi condenado, junto com sua esposa Nadine Heredia, a 15 anos de prisão por lavagem de dinheiro e receber contribuições ilegais da construtora brasileira Odebrecht e do governo venezuelano para suas campanhas de 2011 e 2006.